# Escola Estadual Culto à Ciência
A Escola Estadual Culto à Ciência, mais conhecido como Colégio Culto à Ciência, é uma escola centenária de ensino médio, localizada no bairro do Botafogo na cidade de Campinas, estado de São Paulo.
É a Escola mais antiga do Brasil em funcionamento no mesmo prédio desde sua fundação.
Atualmente a edificação possui 5.800,00 m² de área construída.

## História

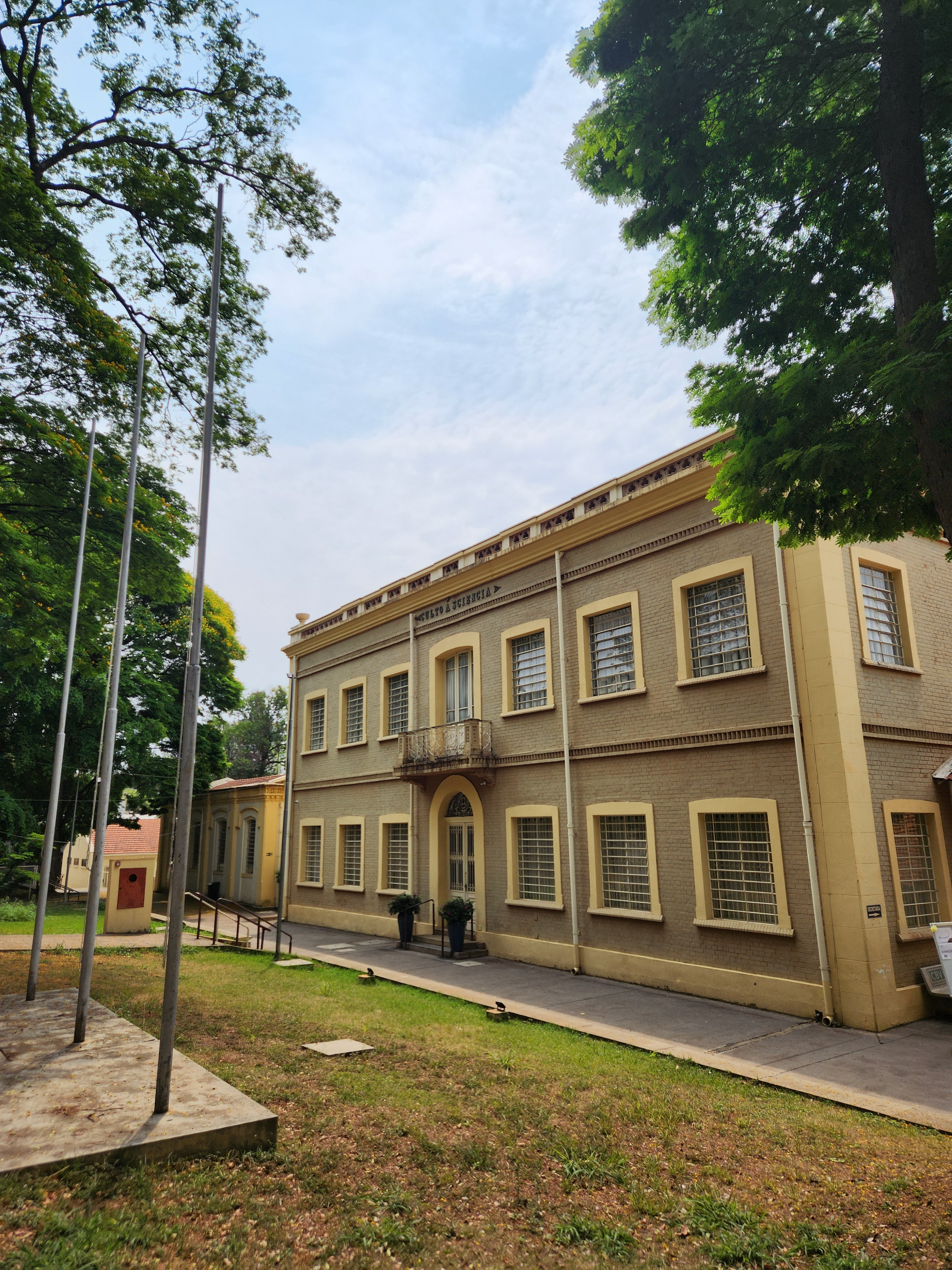
Fachada do prédio da Escola Estadual Culto à Ciência

O lançamento da pedra fundamental do Culto Á Sciencia (grafia da época) aconteceu em 13 de abril de 1873.
Foi inaugurada em 12 de janeiro de 1874, como uma escola particular para meninos por uma associação nomeada Sociedade Culto á Sciencia, com vários membros que faziam parte da Loja Maçônica Independência. A loja era composta pelos fazendeiros, comerciantes e intelectuais da cidade de Campinas, dentre eles Antônio Pompeu de Camargo, Francisco Glicério, Campos Sales, Jorge Krug, Joaquim Bonifácio do Amaral (Visconde de Indaiatuba), Joaquim Egídio de Souza Aranha (Marquês de Três Rios), Cândido Ferreira e o Barão de Atibaia.
O nome da escola reflete a influência do positivismo de seus fundadores.
O projeto, de 1873, foi elaborado pelo engenheiro e empreiteiro Guilherme Krug. Seu prédio foi construído nos moldes da arquitetura clássica francesa.
Em 1890 a escola passou por uma crise e teve de fechar as portas. Só funcionou como colégio particular de 1874 a 1892, quando foi transferido para a Prefeitura de Campinas. Em 1896, foi reaberta sob a égide do governo de São Paulo como Gymnasio de Campinas.
Até 1964, quando uma controversa reforma educacional foi promovida pelo Regime Militar, o Colégio Culto à Ciência era uma escola igualitária e de alta qualidade, frequentada tanto pela elite econômica e pela classe média. Muitas dessas qualidades foram perdidas após a reforma, para a tristeza de seus muitos alunos. Atualmente a escola faz parte do sistema estadual de ensino, dentro da Secretaria de Educação do Estado de São Paulo.[carece de fontes?]
O tombamento do colégio como patrimônio cultural campineiro ocorreu no ano de 1983 pelo CONDEPHAAT.
Em 2007, a Fundação para o Desenvolvimento em Educação (FDE) anunciou que o Colégio passaria por uma grande reforma radical. Até 2011, os R$ 4 milhões disponibilizados pelo governo paulista financiaram as obras estruturais. As salas de aula e os laboratórios foram refeitos. Portas e janelas foram artesanalmente recuperadas. Houve o restauro de detalhes simbólicos da arquitetura original: adornos, portas, batentes, ladrilhos. O jardim externo frontal foi totalmente recuperado, com a remoção de árvores condenadas e o cultivo novas espécies.
A escola preserva um acervo com mais de 20 mil livros, incluindo obras que datam de 1600 e 1700.

## Ex-alunos famosos

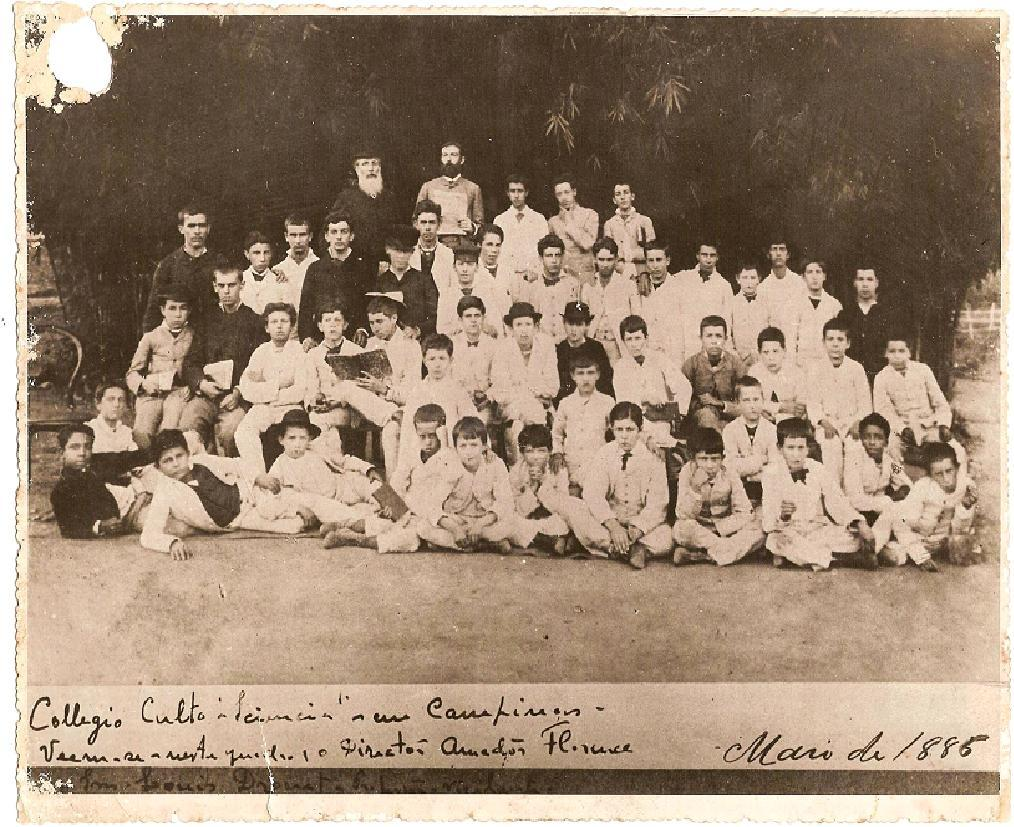
Turma de Santos Dumont em maio de 1886.

O Colégio Culto à Ciência teve muitos alunos que tornaram-se famosos:
- Alberto Santos-Dumont, pioneiro da aviação
- Antônio Mendonça de Barros, escritor e jornalista
- Carlos Zara, ator
- Cláudio Nucci, cantor e compositor
- Edivaldo Orsi, político, ex-prefeito de Campinas
- Fausto Silva, apresentador
- Francisco Amaral, político ex-prefeito de Campinas
- Guilherme de Almeida, poeta e jornalista
- Heitor Teixeira Penteado, advogado e político
- Jonas Donizette, político ex-prefeito de Campinas
- Júlio de Mesquita, jornalista e fundador do jornal O Estado de S. Paulo
- Lix da Cunha, engenheiro e arquiteto
- Raphael de Andrade Duarte, político ex-prefeito de Campinas
- Regina Duarte, atriz
- Roberto Maya ator, locutor, diretor e roteirista
- Roberto Rodrigues, ex-Ministro da Agricultura (2003-2006)[15]

## Professores famosos
- Basílio de Magalhães[16]